# 西黒崎駅
西黒崎駅（にしくろさきえき）は、福岡県北九州市八幡西区黒崎三丁目にある、筑豊電気鉄道筑豊電気鉄道線の駅である。駅番号はCK02。2021年（令和3年）10月1日より営業休止中。
隣接する黒崎駅前駅との営業距離は0.2 kmで、これは鉄道線としては松浦鉄道の佐世保中央駅 - 中佐世保駅間と並び日本最短である。駅北側には車両工場（旧西日本鉄道黒崎車庫）が隣接する。

## 歴史
当駅は西鉄北九州線の（砂津 - 黒崎駅前間が）廃止となった際に電車代替バスとの乗り換えの利便を図るため、新たに設置された西黒崎バスターミナルそばに設置された。その後、複合商業施設コムシティ・西鉄黒崎バスセンター建設による線路移設に伴い、駅を移転している。

### 年表
- 1992年（平成4年）10月25日：西鉄北九州線の停留場として開業。
- 2000年（平成12年）
  - 11月26日：西鉄北九州線が廃線となり[3]、同日より筑豊電気鉄道の駅となる。
- 2015年（平成27年）：黒崎整形外科病院がネーミングライツを取得し、同年7月より「黒崎整形外科病院駅」という副駅名が付く[4]。
- 2021年（令和3年）10月1日：国道3号黒崎バイパスの建設工事に伴い、4年程度の予定で旅客取扱が休止となる[注釈 1][1]。

## 駅構造
相対式ホーム2面2線を持つ地上駅である。無人駅。
| ホーム | 路線        | 行先                       | 備考 |
| ------ | ----------- | -------------------------- | ---- |
| 1      | ■筑豊電鉄線 | 永犬丸・楠橋・筑豊直方方面 |      |
| 2      | ■筑豊電鉄線 | 黒崎駅前ゆき               |      |

※実際には上記ののりば番号標はなく、上記の番号は列車運転指令上の番線番号である。

## 利用状況
2021年度の1日平均乗降人員は164人であり、これは筑豊電鉄の駅の中で最も少ない。近年の1日平均乗車人員は以下の通りである。
| 乗降人員推移 | 乗降人員推移 |
| 年度         | 1日平均人数  |
| ------------ | ------------ |
| 2011         | 139          |
| 2012         | 146          |
| 2013         | 155          |
| 2014         | 141          |
| 2015         | 152          |
| 2016         | 152          |
| 2017         | 149          |
| 2018         | 122          |
| 2019         | 151          |
| 2020         | 149          |
| 2021         | 164          |

## 駅周辺

### 施設
- コンフォートホテル黒崎
- 北九州市立筒井小学校
- 筑豊電気鉄道黒崎工場
- 三菱ケミカル福岡事業所
- 熊西郵便局
- イオンタウン黒崎
- 黒崎整形外科病院
- 国道3号
- 国道200号

### 黒崎工場
当駅北側の隣接地に、筑豊電鉄の車両の整備を行う黒崎工場がある。1992年10月の砂津 - 黒崎駅前間の廃止に伴い、砂津工場の機能を黒崎車庫（当時）に移設されて建設されたもので、西鉄北九州線全廃後も工場として筑豊電鉄車両の検修、整備に使用されている。入出場線は黒崎駅前駅に接続している。

## その他
- 北九州線廃止まで、西鉄の全路線の中で最も新しい駅であった。なお、北九州線廃止後から2010年（平成22年）までは、当駅のおよそ7か月前に開業した天神大牟田線三国が丘駅が最新の駅となっていた（現在は同線に紫駅、桜並木駅も新規開業している）。

## 隣の駅
筑豊電気鉄道
■筑豊電気鉄道線
黒崎駅前駅 (CK01) - 西黒崎駅 (CK02) - 熊西駅 (CK03)

### かつて存在した路線
西日本鉄道
北九州本線
黒崎車庫前停留場 - 西黒崎駅 - 熊西駅